# Polygala perennis
Polygala perennis är en jungfrulinsväxtart som beskrevs av Sidney Fay Blake. Polygala perennis ingår i släktet jungfrulinssläktet, och familjen jungfrulinsväxter. Inga underarter finns listade i Catalogue of Life.